# 姫野惠二
姫野 惠二（ひめの けいじ、1966年5月17日 - ）は、日本の男性俳優、声優。東京都出身。三木プロダクション所属。

## 人物
舞台を中心に活動し、その後、ハスキーボイスの確かな演技力を評価されたことで声優としての活動を始める。
趣味はツーリング、映画鑑賞、読書。
特技は乗馬、ブルースハープ。資格は普通自動車免許、大型自動二輪免許。

## 出演
太字はメインキャラクター。

### テレビドラマ
- 三婆
- 千代の富士物語
- shin-D
- 大河ドラマ義経 - 北条宗時 役

### テレビアニメ
2003年
- ルパン三世 お宝返却大作戦!!

2004年
- 焼きたて!!ジャぱん（ムハンマド）

2005年
- こてんこてんこ（うるさいぬ）

2006年
- ルパン三世 セブンデイズ・ラプソディ（デイモン）

2007年
- 結界師（三月、白羽児）

2008年
- ソウルイーター（ラグナロク）
- テイルズ オブ ジ アビス（戦者）

2010年
- COBRA THE ANIMATION（バッキー）
- 四畳半神話大系（軍曹）

2011年
- TIGER & BUNNY（解説）

2013年
- よんでますよ、アザゼルさん。Z（桂正数）

2014年
- ガンダム Gのレコンギスタ（ベッカー・シャダム）
- 山賊の娘ローニャ（リル・クリッペン）
- それでも世界は美しい（副官）

2016年
- 名探偵コナン コナンと海老蔵 歌舞伎十八番ミステリー（受付、作業員B）
- パズドラクロス（ヤマキ隊長）

### 劇場アニメ
- ルパン三世VS名探偵コナン THE MOVIE（2013年、警官隊）
- Gのレコンギスタ I・II（2019年 - 2020年、ベッカー・シャダム[4]） - 2作品

### ゲーム
- クラッシュ・バンディクー がっちゃんこワールド（2005年、スチュー）
- ファンタシースターユニバース（2006年、ヒル・ボル）
- ファンタシースターユニバース イルミナスの野望（2007年、ヒル・ボル）
- ファンタシースターポータブル（2008年、ヒル・ボル）

### 吹き替え

#### 映画
- アナライズ・ユー
- アルマゲドン
- アンデッド
- キング・アーサー（2004年）
- クライム・ゲーム（カート・ゴインズ〈ドン・チードル〉[5]）
- クリムゾン・リバー2 黙示録の天使たち
- くるみ割り人形と秘密の王国（シヴァ〈リチャード・E・グラント〉[6]）
- THE BATMAN-ザ・バットマン-（マッケンジー・ボック署長〈コン・オニール〉[7]）
- 三銃士/王妃の首飾りとダ・ヴィンチの飛行船 ※ソフト版
- シティ・オブ・ゴッド（セヌーラ）
- ジョーカー:フォリ・ア・ドゥ（ジョージ[8]）
- シルミド
- スーパーマン（モリ長官〈ジェームズ・ヒロユキ・リャオ〉[9]）
- ダ・ヴィンチ・プロジェクト（ユリアン）
- DCエクステンデッド・ユニバース
  - ハーレイ・クインの華麗なる覚醒 BIRDS OF PREY（ビクター・ザーズ〈クリス・メッシーナ〉[10]）
  - ザ・スーサイド・スクワッド “極”悪党、集結（シンカー〈ピーター・カパルディ〉[11]）
  - ザ・フラッシュ（シン〈サンジーヴ・バスカー〉[12]）
- ドルフ・ラングレン in ディテンション
- N.Y.式ハッピー・セラピー
- ニューヨーク・ミニット
- ブラザーフッド
- ヴェロニカ・ゲリン
- 返校 言葉が消えた日
- ミッション・イン・モスクワ（マスク）
- モテる男のコロし方
- 猟奇的な彼女
- レーシング・ストライプス ※日本テレビ版
- レジェンド・オブ・サムライ
- レッスン!（ラモス）
- ワンス・アポン・ア・タイム・イン・アメリカ ※DVD・BD版

#### ドラマ
- ER緊急救命室
  - シーズン10 #15（テクニシャン〈パトリック・フィッシュラー〉）
  - シーズン11 #5（ホアン・エンリケス〈ホセ・パブロ・カンティージョ〉）
- クリミナル・マインド FBI行動分析課（ミスタースクラッチ）
- しあわせの処方箋
- スピン・シティ
- 雪山飛狐（徐・天宏）
- ナース・ジャッキー
- 風雲
- BULL / ブル 法廷を操る男
- ホーンブロワー 海の勇者
- ミディアム 霊能者アリソン・デュボア
- ムーンナイト
- Major Crimes 〜重大犯罪課
- ヤング・スーパーマン
- TOPDOG
- スーパーガール（ミクシィズピトルク）
- ザ・ペンギン（ボック署長）
- THE RIG シーズン2（ブレムナー）

#### アニメ
- アーサー・クリスマスの大冒険
- シンドバッド 7つの海の伝説
- スーパーマン（カメレオンボーイ）
- スパイダーマン（ロバート・ファレル/ロケット・レーサー）
- チキン・リトル
- ビー・ムービー
- ビリー&マンディ（ジャック）
- ファイアーボール 火の玉超特急
- モンスターズ・パーティ（アート）
- モンスターズ・ユニバーシティ（アート）
- ルイスと未来泥棒（ラズロ）
- モーターシティ（デトロイトの公爵）

### 特撮
- 機界戦隊ゼンカイジャー（2021年、ゴミワルドの声[13]）

### CM
- ロッテ アイス爽・モナ王
- シボレーソニック

### 舞台
- 将門 （1989年、シアターアプル）
- リア王 （1990年、シアターアプル）
- 焼け跡の女侠 （1991年、東京芸術劇場）
- 濡れた翼の銀の色 （1991年、パモス青芸館）
- タランチュラ （1991年、アトリエフォンテーヌ）
- 嫁ぐ日 （1992年、東京芸術劇場）
- 美少女戦士セーラームーン（1992年 - 1993年、バンダイミュージカル）  - アルテミス 役
- 剣舞 （1995年、古典芸能を守る会）
- はつかねずみと人間 （1996年、シアターVアカサカ）
- 水精 （1996年、出雲座）
- 鳴神 （1997年、出雲座）
- 同期の桜 （1997年、紀伊國屋サザンシアター）
- 黄色のバット （1998年、シアターアプルミュージカル）
- ハムレット （1998年、紀伊國屋サザンシアター）
- 鳴神 （1998年、出雲座）
- 嫁ぐ日 （1999年、アトリエフォンテーヌ）
- カッコーの巣の上を （1999年、紀伊國屋ホール）
- るつぼ （2000年、紀伊國屋ホール）
- 十二夜 （2001年、紀伊國屋サザンシアター）
- 遥かなる都 （2001年、紀伊國屋サザンシアター）
- 将門 （2001年、神田明神野外劇）
- ジュリアス・シーザー （2002年、紀伊國屋ホール）
- ルネッサンス （2003年、紀伊國屋ホール・神戸オリエンタル劇場）
- BROKEN ロミオ&ジュリエット （2003年、シアターモリエール）
- クレオパトラの鼻（2004年、俳優座・新神戸オリエンタル劇場）
- BROKENマクベス（2005年、紀伊國屋ホール）
- BROKEN西遊記（2005年、シアタートップス）
- 喜劇「盛春館」ラプソディー（2008年、東京芸術劇場小ホール1）